# Euphyia trygodes
Euphyia trygodes là một loài bướm đêm trong họ Geometridae.